# Wyulda
Genre
Wyulda est un genre de mammifères marsupiaux endémiques du nord-ouest de l'Australie.

## Liste des espèces
- Wyulda squamicaudata Alexander, 1918
- † Wyulda asherjoeli Crosby, Nagy & Archer, 2001 Miocène